# Homelix liturata
Homelix liturata är en skalbaggsart som först beskrevs av Max Quedenfeldt 1882.  Homelix liturata ingår i släktet Homelix och familjen långhorningar. Inga underarter finns listade i Catalogue of Life.